# Delias mariae
Delias mariae är en fjärilsart som beskrevs av James John Joicey och Talbot 1916. Delias mariae ingår i släktet Delias och familjen vitfjärilar. Inga underarter finns listade i Catalogue of Life.